# 僵人综合征

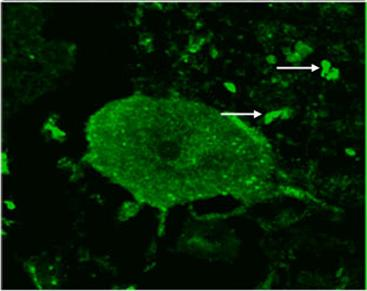
使用抗GAD65單克隆抗體（綠色）結合的小腦顯微照片，間接免疫螢光

僵人综合征，也作僵体症候群（英語： 或 ）是一种罕见的神经失调症状，病因不明，病人临床表现为逐渐开始变得僵硬，肌肉强直等。僵人综合症主要影响躯干肌肉，此外还可能伴有痉挛，会导致姿势畸形。慢性疼痛、机动性差、脊柱前凸是常见的症状。